# 41 (numero)
Quarantuno (cf. latino quadraginta unus, greco εἷς καὶ τεσσαράκοντα) è il numero naturale dopo il 40 e prima del 42.

## Proprietà matematiche
- È un numero dispari.
- È un numero difettivo.
- È il tredicesimo numero primo, dopo il 37 e prima del 43.
  - È un numero primo di Sophie Germain.
  - È un numero primo di Eisenstein.
  - È un numero primo di Newman - Shanks - Williams.
- È il primo elemento della catena di Cunningham del primo tipo (41, 83, 167).
- Compare nel polinomio f(n) = n2 − n + 41, funzione che fornisce numeri primi facendo variare n fra 0 e 40.
- È la somma di due quadrati, 41 = 42 + 52.
- È un numero quadrato centrato.
- È la somma dei primi sei numeri primi, 41 = 2 + 3 + 5 + 7 + 11 + 13.
- È la somma di tre numeri primi consecutivi, 41 = 11 + 13 + 17.
- È parte delle terne pitagoriche (9, 40, 41), (41, 840, 841).
- È un numero palindromo nel sistema di numerazione posizionale a base 5 (131).
- È un numero intero privo di quadrati.
- È un numero congruente.

## Astronomia
- 41P/Tuttle-Giacobini-Kresák è una cometa periodica del sistema solare.
- 41 Daphne è un asteroide della fascia principale del sistema solare.
- NGC 41 è una galassia spirale della costellazione di Pegaso.

## Astronautica
- Cosmos 41 è un satellite artificiale russo.

## Chimica
- È il numero atomico del Niobio (Nb).

## Simbologia

### Smorfia
- Nella smorfia il numero 41 è il coltello.

## Convenzioni

### Telecomunicazioni
- È il prefisso telefonico internazionale (IDD) della Svizzera.

## Musica
- È una firma musicale di Johann Sebastian Bach. Assegnando numeri alle lettere dell'alfabeto tedesco, A = 1, B = 2, C = 3, ecc., e sommando, otteniamo B + A + C + H = 14 e J + S + B + A + C + H = 41.
- #41 è uno dei brani di maggior successo della Dave Matthews Band, contenuto nell'album Crash.

## Sport
È il numero con cui gioca Dirk Nowitzki e inoltre il numero con cui corre Noriyuki Haga.